# (31982) Johnwallis
(31982) Johnwallis est un astéroïde de la ceinture principale.

## Description
(31982) Johnwallis est un astéroïde de la ceinture principale. Il fut découvert par Paul G. Comba le 30 avril 2000 à Prescott. Il présente une orbite caractérisée par un demi-grand axe de 3,19 UA, une excentricité de 0,155 et une inclinaison de 2,249° par rapport à l'écliptique.
Il fut nommé d'après le mathématicien anglais John Wallis (1616-1703), qui fut professeur de géométrie à Oxford.

## Compléments